# Dorfkirche Dollgow

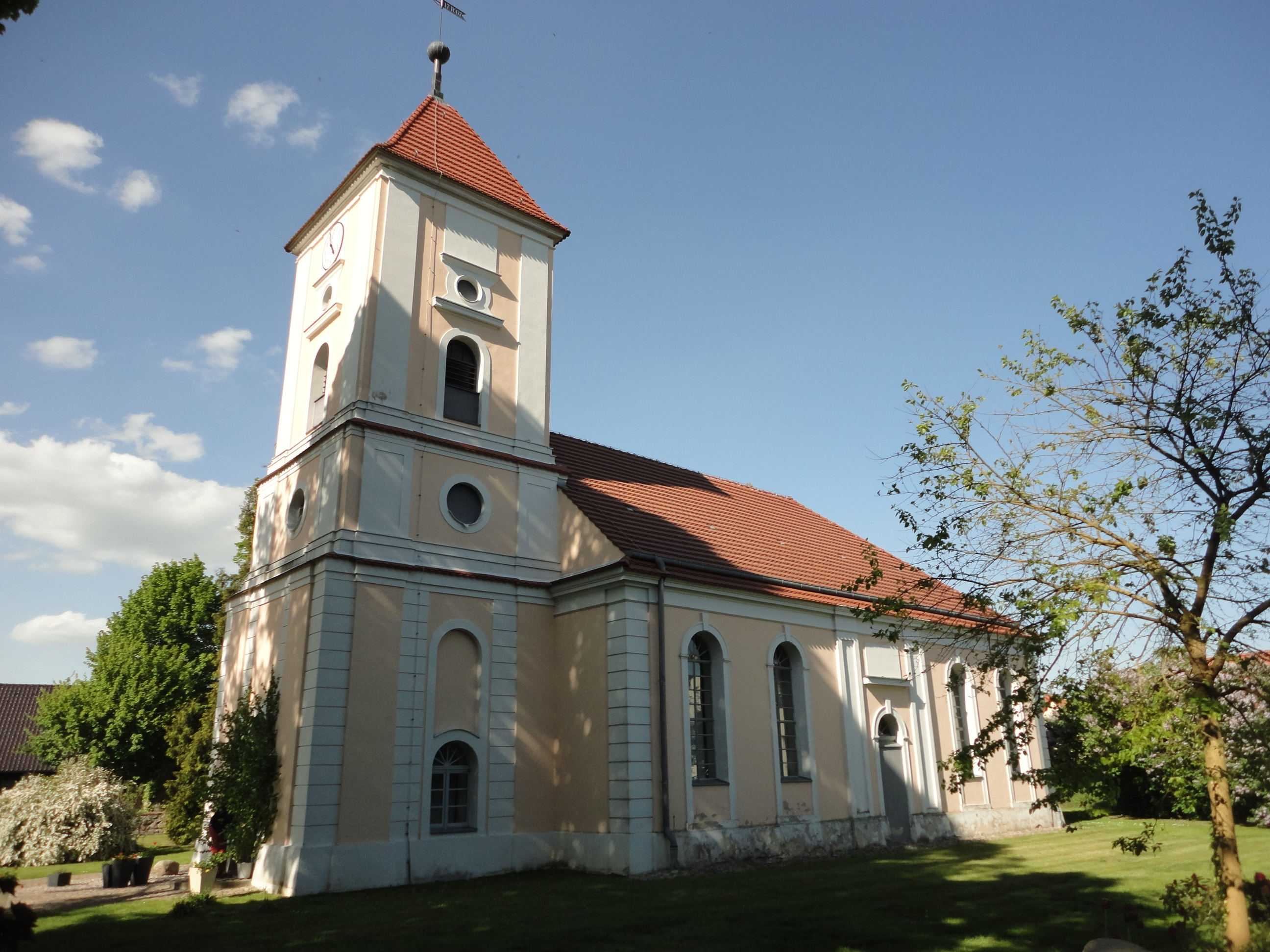
Dorfkirche Dollgow

Die evangelische, denkmalgeschützte Dorfkirche Dollgow steht in Dollgow, einem Gemeindeteil der Gemeinde Stechlin im Landkreis Oberhavel von Brandenburg. Die Kirchengemeinde gehört zum Kirchenkreis Oberes Havelland der Evangelischen Kirche Berlin-Brandenburg-schlesische Oberlausitz.

## Beschreibung

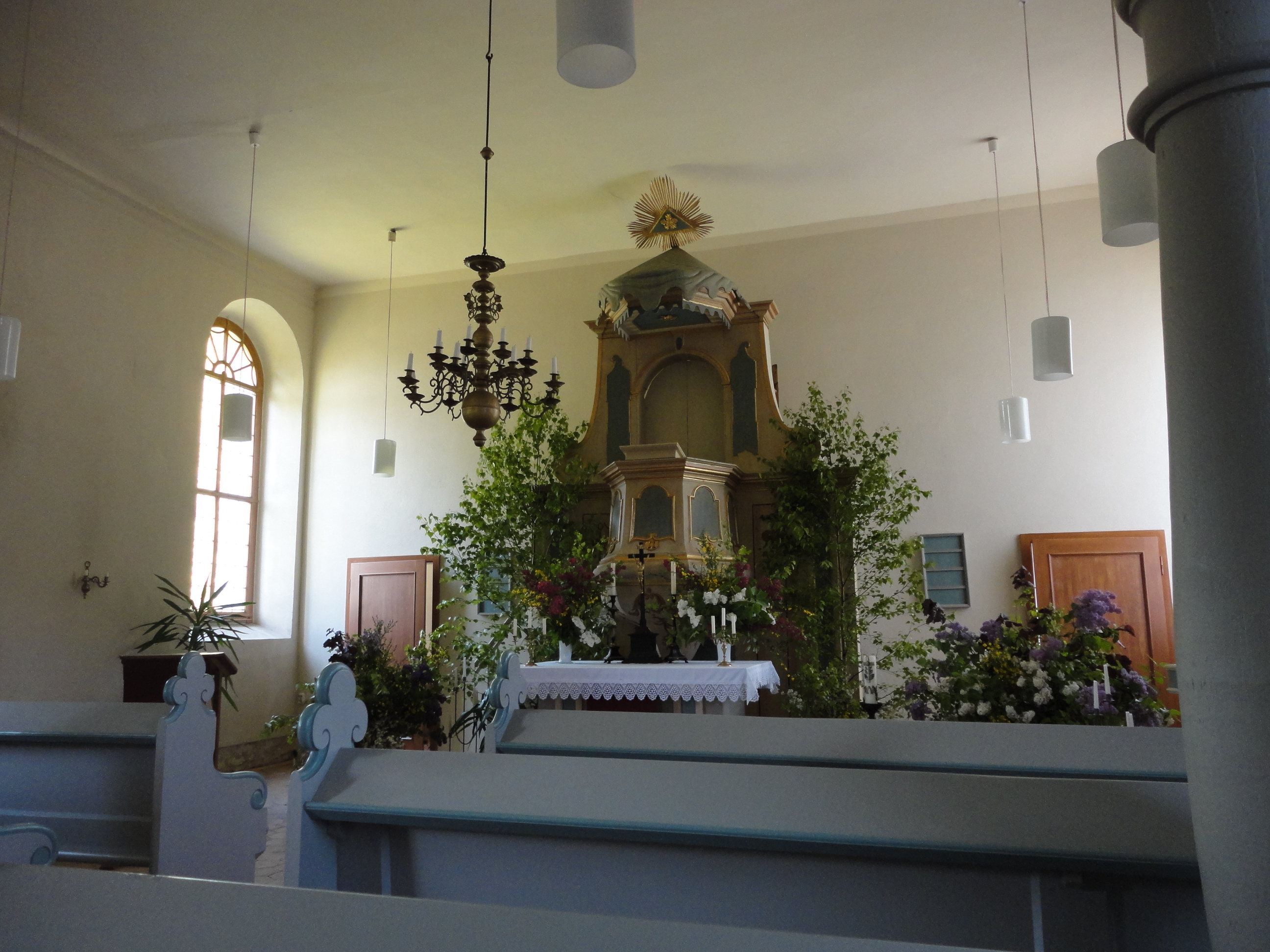
Blick nach Osten zum Kanzelaltar

An der Stelle der heutigen Kirche gab es zwei Vorgängerbauten: Eine spätmittelalterliche Kirche, vermutlich eine Fachwerkkirche, die 1638 im Dreißigjährigen Krieg von kaiserlichen Truppen unter dem Feldherrn Matthias Gallas niedergebrannt wurde. Darauf folgte 1652 eine Notkirche aus Fachwerk, die 1767 wegen Baufälligkeit abgerissen wurde.
Schließlich folgte 1767 der heutige Bau, eine verputzte Saalkirche im Barockstil. Sie besteht aus einem Langhaus mit Kanzelaltar und Emporen an drei Seiten, die auf toskanischen Säulen ruhen. Im Westen befindet sich der Kirchturm auf quadratischem Grundriss, der mit Gesimsen in Geschosse unterteilt, an den Ecken mit Lisenen gegliedert und mit einem Pyramidendach bedeckt ist. In seinem Glockenstuhl hängt eine Kirchenglocke, die 1490 von Gerhard van Wou gegossen wurde, und eine weitere, die 1992 von der Glockengießerei Gescher gegossen wurde. 1997/98 wurde der Kirchturm saniert, 1999 das Dach neu gedeckt und 2000 sowie 2009 der Außenputz erneuert. Außerdem wurde die Turmbekrönung, die 1948 durch Blitzschlag zerstört wurde, nach historischem Vorbild rekonstruiert.

## Orgel

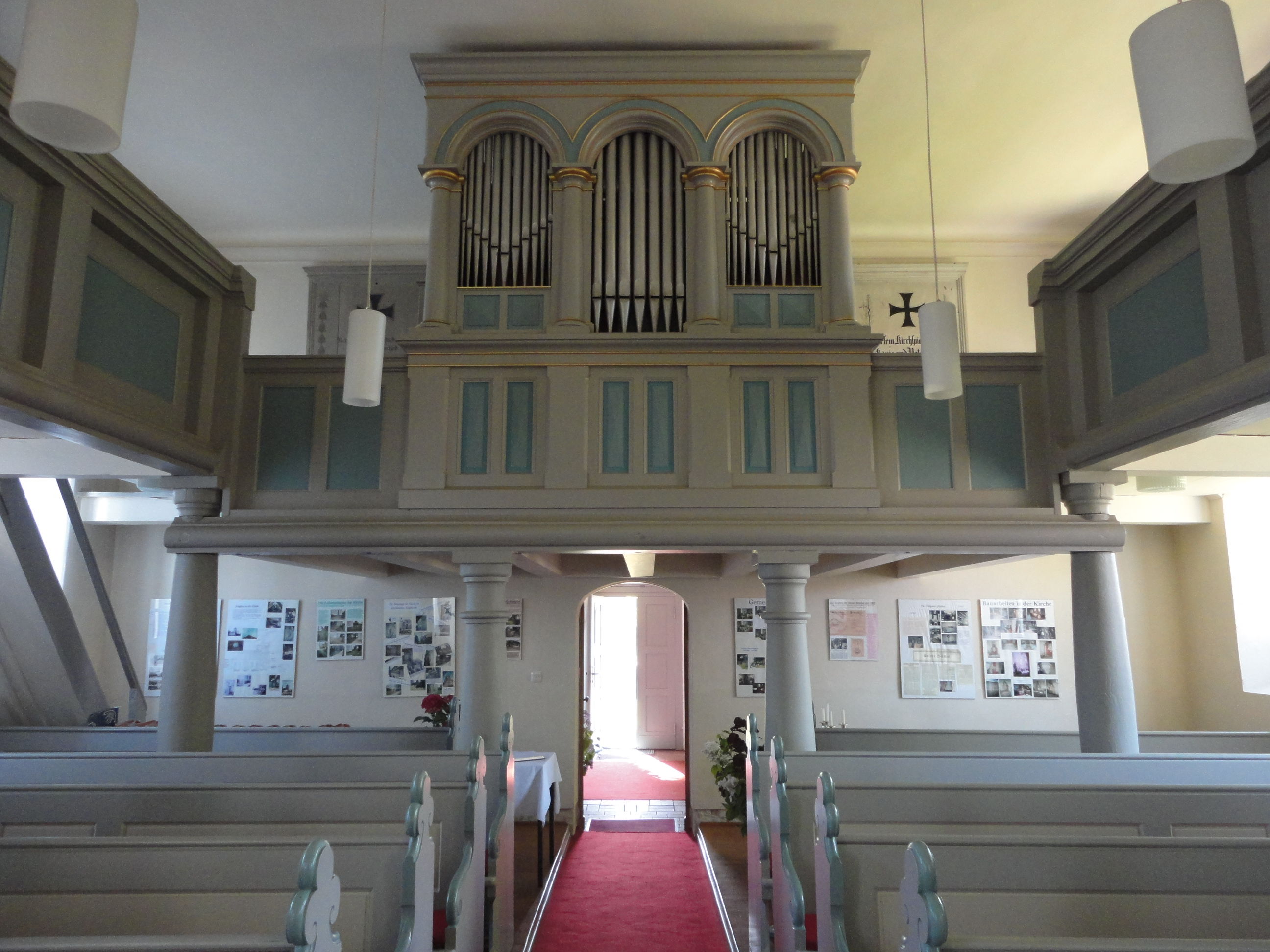
Blick zur Orgel auf der Westempore

Die Orgel auf der Westempore wurde 1882 von Friedrich Hermann Lütkemüller in einem neoklassizistischen Prospekt mit drei Rundbögen erbaut. Sie hat sechs Register auf einem Manual und Pedal. Die 1917 als Metallspende abgegebenen Prospektpfeifen wurden 1921 in Zink ersetzt. 1982 führte die Eberswalder Orgelbauwerkstatt eine Instandsetzung durch. Die Disposition lautet:
| I Manual C–f3 |            |    |
| 1.            | Principal  | 8′ |
| 2.            | Salicional | 8′ |
| 3.            | Gedackt    | 8′ |
| 4.            | Floete     | 4′ |
| 5.            | Octave     | 2′ |

| Pedal C–d1 |         |     |
| 6.         | Subbass | 16′ |

- Koppeln: I/P
- Traktur: mechanische Schleifladen